# Halton (Northumberland)
Pour les articles homonymes, voir Halton.
Halton est une ancienne paroisse civile et un village du Northumberland, en Angleterre.